# Herrensitz Gaisheim

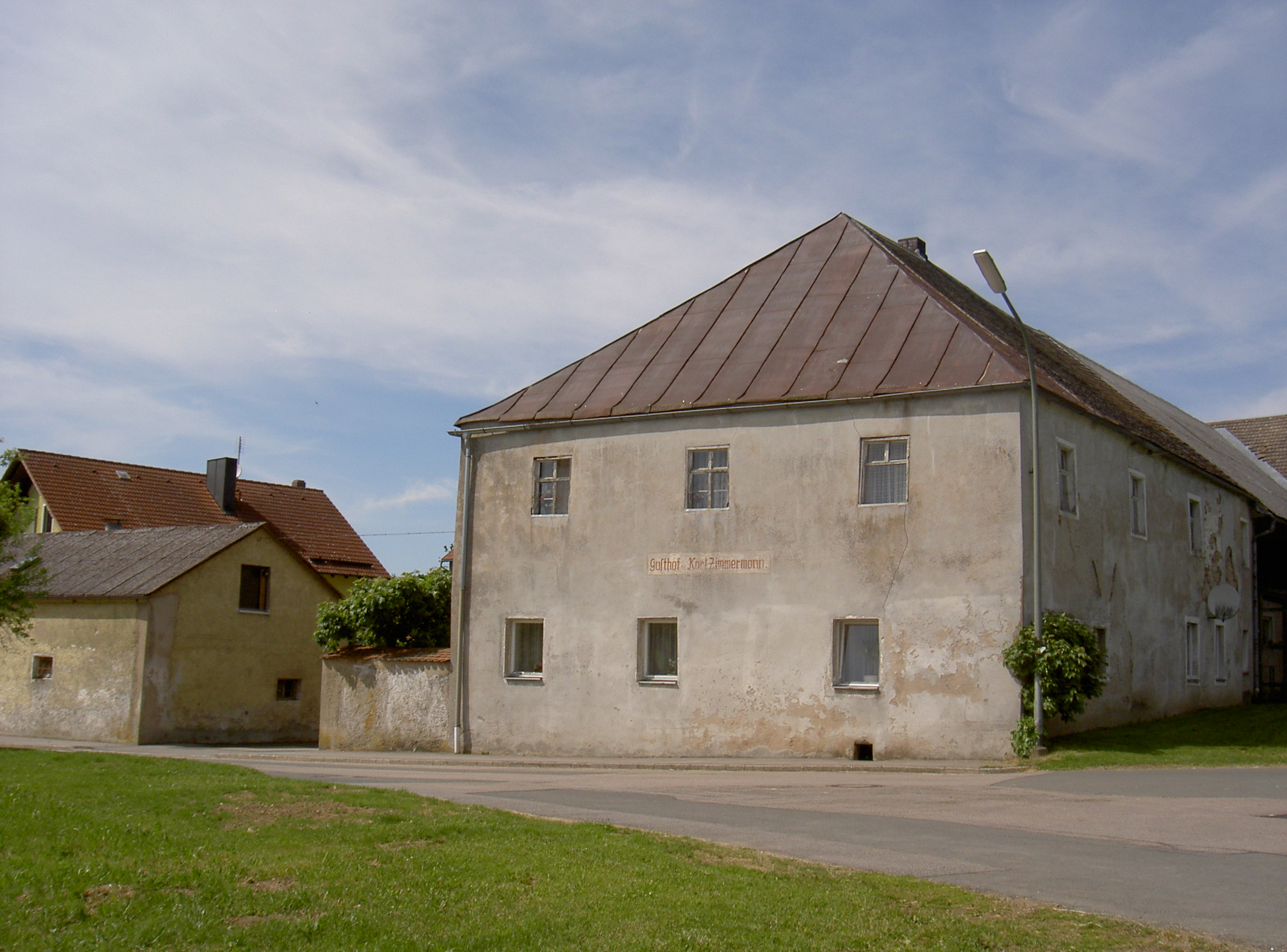
Herrensitz Gaisheim (2017)

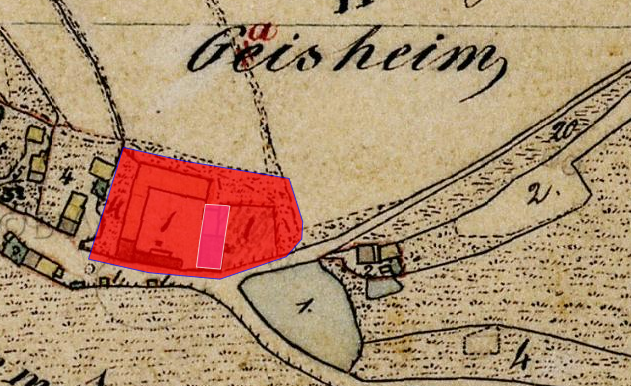
Lageplan des Herrensitzes Gaisheim auf dem Urkataster von Bayern

Der Herrensitz Gaisheim, auch Edelsitz Gaisheim genannt, ist ein Herrenhaus in Gaisheim, einem Gemeindeteil des Marktes Moosbach im oberpfälzischen Landkreis Neustadt an der Waldnaab. Es ist unter der Aktennummer D-3-74-137-30 als Baudenkmal von Frankenreuth verzeichnet. „Archäologische Befunde der frühen Neuzeit im Bereich des ehem. Edelsitzes von Gaisheim“ werden zudem als Bodendenkmal unter der Aktennummer D-3-6440-0045 geführt.

## Geschichte
Gaisheim ist urkundlich erstmals im 14. Jahrhundert nachweisbar; nach einer Urkunde von 1357 wird die Zugehörigkeit zur Pfarrei Moosbach genannt. Es gehörte zur Hälfte den Landgrafen von Leuchtenberg und zur Hälfte den von den Stainen. Deren Hälfte brachten die Leuchtenberger an sich, sodass Gaisheim zu einem leuchtenbergisches Lehen wurde. Es gehörte zum Pflegamt Treswitz. Nach dem ältesten Lehenbuch der Leuchtenberger hatten die Wichsensteiner das halbe Dorf inne, später kam es in den Besitz der Gebhadrsreuther von Gebhardsreuth (Gewertzreutter zu Gewertzreuth). Nachdem es zur Öde geworden war, wurde es von Georg Ecklen zu Moosbach wieder aufgebaut, der auf dem Edelmannsgut aber keine Niedergerichtsbarkeit hatte. 1792 wird Gaisheim als Hofmark bezeichnet, wobei das jus marchiale strittig war. Nach den Landsassenmatrikeln sind folgende Besitzer bekannt: Jakob von Seckendorf (1525), Matthes von Stain (1569), Hans Wilhelm von Stain (1597), Hans Gotthard von Stain (1602), Hans Wilhelm von Stain  (1620, 1652), Wilhelm von Stain (1694), Heinrich von Stain (1714), dessen Witwe Maria Cordula geborene von Reisach (1730),  Wilhelm August von Reisach, kurpfälzischer Hauptmann (1740), Joseph Andreas Schuegraf war 1750 hiesiger Pächter. Durch Kauf kam es dann an Johann Georg Franck, Hammermeister zu Floß (1756), und später an dessen Schwiegersohn Sebastian Palckh (1770). Dieser war ein gemeiner Bauer, konnte aber die Niedergerichtsbarkeit für sich behaupten. 1792 war Sebastian Falk (Palckh) noch im Besitz der Hofmark.
Hier bestanden also eine Grundherrschaft und ein Niedergericht. Die Zehentrechte lagen bei der Propstei Böhmischbruck und den jeweiligen Inhabern des Gutes von Gaishaim. Nach der Steuerbeschreibung von 1774 gab es in dem Landsassengut Gaisheim 1 Hof, 4 Güter, 10 Sölden, 2 Mahlmühlen und eine Sägemühle. Gaishaim gehörte zur Gemeinde Tröbes und zum Landgericht Vohenstrauß. 1821 erscheint Gaishaim als eigenständige Gemeinde im Landgericht Vohenstrauß. 1939 wurde Gaisheim nach Tröbes eingemeindet, am 1. Januar 1972 wurde Tröbes dem Markt Moosbach zugeschlagen.

## Baulichkeit
Der ehemalige Edelsitz, der im Kern wohl aus dem 17.  Jahrhundert stammt, wurde später ein nicht mehr bestehender Gasthof („Gasthof Karl Zimmermann“). Das in die Jahre gekommene Gebäude ist ein zweigeschossiger Walmdachbau, der westliche Eingang ist mit Strebepfeilern gestaltet. Nach Norden verläuft ein Stallteil.